# 李鑫炜
李鑫炜（1973年7月—），男，中华人民共和国外交官，现任中华人民共和国驻亚美尼亚共和国特命全权大使。

## 生平
李鑫炜曾任中央外事工作领导小组办公室政策研究局副局长。2015年，挂职中共深圳市委副秘书长。2017年，结束挂职，任中央外事领导小组办公室政策研究局局长。2018年，中央外事小组改组为中央外事工作委员会，李鑫炜继续担任中央外事工作委员会办公室政策研究局局长。2025年4月，出任中华人民共和国驻亚美尼亚大使。